# Tavri
Tavri (starogrško Ταῦροι, Tauroi) so bili staroveško ljudstvo, v 1. tisočletju pr. n. št. naseljeno na jugu polotoka Krim, v Krimskih gorah in ozkem pasu ozemlja med Krimskimi gorami in Črnim morjem. Po primarnih virih naj bi bili Tavri prvi naseljenci Krimskega polotoka in nikoli vdirali preko svojih meja. Dali so ime polotoku, ki se je v antiki imenoval Tavrika, Tavrida in Tauris. 

## Asimilacija
Tavri so se od konca 3. stoletja pr. n. št. pomešali s Skiti. Nekateri grški pisci so jih zato omenjali kot Tavroskite in Skitotavre. Tavri so preživeli vladavino Pontskega kraljestva v 2. stoletju pr. n. št. in bili po rimski zasedbi Krima v 1. stoletju n. št. romanizirani. Kasneje so njihovo ozemlje zasedli Goti in Alani in Tavri so v 4. stoletju izginili. 

## Zgodovina
Herodot v svoji Zgodovini opisuje Tavre kot ljudstvo, ki živi "od ropanja in vojne". Znani so bili po svojem čaščenju boginje Device, ki so ji darovali brodolomce in popotnike: 
"Tavri imajo naslednje običaje: vse brodolomce in vse Grke, ki jih ujamejo v svojih napadih na morju, žrtvujejo boginji Devici, kot bom opisal. Po po prvem obredu žrtvovanja udarijo žrtev s kijem v glavo. Po nekaterih trditvah nato glavo natakneko na drog in truplo vržejo s pečine, na kateri stoji njihov tempelj. Drugi se glede glave strinjajo, a pravijo, da truplo pokopljejo in ne vržejo s pečine. Sami Tavri pravijo, da je božanstvo, kateremu žrtvujejo, Agamemnonova hči Ifigenija. Kar zadeva sovražnike, ki jih premagajo, vsak svojemu sovražniku odseka glavo in jo odnese v svojo hišo, kjer jo natakne na visok drog in jo postavi visoko nad bivališčem, večinoma nad odprtino za dim. Pravijo, da tako postavljena glava čuva hišo. Tavri se preživljajo s plenjenjem in vojno."
- Herodot 4.103
Herodot poudarja, da živijo v Skitiji, vendar niso Skiti: 
"Onkraj tega kraja [Karkinitis na Istru] je dežela, ki stoji pred istim morjem, hribovita in sega v Pont. Naseljena je s tavriškim ljudstvom vse do tistega, kar se imenuje Surovi polotok in se konča v vzhodnem morju. Kajti morje na jugu in morje na vzhodu sta dve od štirih mejnih črt Skitije, tako kot so morja meje Atike. In Tavri naseljujejo del Skitije. Takšna je tavriška dežela. Toda tisti, ki niso pluli vzdolž tega dela Atike, lahko to razumejo iz druge analogije: to je, kot da bi v Kalabriji neko drugo ljudstvo, ne Kalabrijci, živelo na rtu znotraj črte, ki poteka od pristanišča Brundisium do Tarenta."
- Herodot 4.99
Strabon v svoji Geografiji omenja Tavre kot skitsko pleme.
Četudi so na obali Krima sčasoma začele prevladovati grške in nato rimske kolonije, so Tavri ostali velika grožnja grškim naseljencem. Ukvarjali so se s piratstvom na  Črnem morju. Napadali so predvsem iz svojega oporišča v Simbolonu (današnja Balaklava). V 2. stoletju pr. n. št. so postali podložniki skitskega kralja Skilurja. 
V 4. stoletju n. št. je zgodovinar Amijan Marcelin omenil imena treh tavriških plemen (Ariki, Sinki in Napeji), znanih po njihovi "izjemni ostrini".
Tavri so igrali pomembno vlogo pri razvoju in poselitvi kulture Kizil-Koban (KKC) v 8.-4. stoletju pr. n. št. Osmolovski, ki je leta 1921 opravil raziskavo v Krasni (Rdeči) jami, je poudaril, da so bile konice puščic, keramika in ogrlice, najdene v jami, last Tavrov. Obstaja več znakov, ki kažejo, da je ta kultura pripadala prav njim: 
- v najzgodnejšijh pisnih virih od 2. stoletja pr. n. št. so edino Tavri omenjeni kot prebivalci Krimskih gora in njihovega predgorja,
- številni artefakti, najdeni na ozemlju Tavrov, in pokopališča so bili najdeni tudi na lokacijah Kizil-Koba[4][5][6][2][7][8]